# Doris Mortimer
Doris Ellen Mortimer (28 de julio de 1898 - 16 de febrero de 1947) fue una corredora de bolsa británica. Si bien no fue la primera mujer corredora de bolsa en el Reino Unido, en 1923 se convirtió en la primera mujer en ser admitida en una asociación de bolsa británica.

## Biografía
Mortimer nació en Exeter, Devon, hija de Thomas y Jessy Mortimer. El corretaje de bolsa había sido el negocio familiar durante varias generaciones, con W. Mortimer & Sons constituido en 1842 en 14 Bedford Circus, Exeter. Después del estallido de la Primera Guerra Mundial y el alistamiento del personal masculino, Mortimer dejó la escuela para ayudar en la oficina, y poco tiempo después de que terminara la guerra, sucedió a su padre como socia principal.
Las mujeres fueron expresamente excluidas de la intermediación bursátil durante el período de tiempo en que Mortimer comenzó a trabajar en la industria. Se esperaba que los corredores de bolsa de Londres se convirtieran en miembros de la Bolsa de Valores de Londres (que no aceptaría a las primeras mujeres hasta 1973), mientras que la membresía de las bolsas regionales del Reino Unido estaba bajo el control de la Asociación de Corredores Provinciales de Acciones y Acciones (APSSB). Las mujeres británicas en el corretaje de bolsa tenían que trabajar en las llamadas "casas externas" (o por sí mismas, como "agentes externos"), ya sea confiando en los miembros masculinos de la bolsa para realizar operaciones en su nombre (como lo hizo Amy Bell), o especializándose en productos financieros que no se negociaban en bolsas (como lo hizo Gordon Holmes). Mortimer se convirtió en la primera mujer miembro de la APSSB en 1923, y la bolsa de Exeter se convirtió en la primera bolsa de valores británica en aceptar a una mujer. El periódico feminista The Vote la llamó "la única corredora 'de dentro' de este país".
La vida y la carrera posteriores de Mortimer están mal documentadas. En el Registro de Inglaterra y Gales de 1939, la ocupación de Mortimer figura como "Corredor de acciones WVS incapacitado".  Nunca se casó ni tuvo hijos, y vivió en la casa de la familia Mortimer, 26-27 St Leonard's Road, Exeter, hasta su muerte a la edad de 48 años. Dejó una herencia por valor de £ 19,830 (aproximadamente el equivalente a £ 800,000 en 2020) y le sobrevivió su madre viuda.